# Bambie Thug
Bambie Thug, de son vrai nom Bambie Ray Robinson, est une personnalité irlandaise, née le 6 mars 1993 à Macroom, qui écrit, compose et interprète des chansons. 
Sa chanson Doomsday Blue est sélectionnée pour représenter l'Irlande au Concours Eurovision de la chanson 2024 à Malmö après avoir remporté la finale nationale irlandaise Eurosong 2024. L'Irlande termine 6e avec 278 points.

## Jeunesse
Bambie Ray Robinson naît à Macroom, dans le comté de Cork, le 6 mars 1993,, d'un père suédois et d'une mère originaire de Cork, et a trois sœurs. Ayant grandi à Macroom, Robinson déménage à Londres grâce à une bourse d'études pour la danse mais doit abandonner après s'être cassé le bras et se tourne vers des études de théâtre musical.

## Carrière musicale

### Débuts, sortie de singles (2021-2022)
Bambie Thug sort son premier single, Birthday, le 5 mars 2021. Alors que Bambie Thug était toxicomane, la chanson est décrite par l'écrivain de The Line of Best Fit, Robert Davidson, comme un « flux de conscience stoïque mais brisé… avec une voix câline documentant les événements qui se déroule autour comme un journal débauché. Robinson flotte au milieu des bagarres, consomme beaucoup de drogue et attend avec impatience [son] dealer tardif ». Trois autres singles suivent cette année-là, dont Psilocyber, une chanson sur un virus informatique « psychédélique », mm ; PMP, une chanson qui promeut la positivité sexuelle et son amour pour le « pouvoir de la chatte », et High Romancy,.
Bambie Thug commence à sortir avec un partenaire inconnu à la période de Noël 2021. Cependant, cette relation décrite comme « vraiment toxique » prend fin en 2022, conduisant à un sentiment de « confiance et de sens de soi » brisé pour Bambie Ray Robinson. Lors de la sortie de Merry Christmas Baby le 9 décembre 2022, l'artiste déclare dans Kerrang! : « C'est drôle comme les gens changent comme les saisons, à Noël dernier, j'ai juré d'avoir trouvé celle-là. L'amour a vraiment une façon de colorer les drapeaux rouges en blanc. ».

### EgregoreetCathexis(2023)
En avril 2023, sort son nouveau single, Egregore. La chanson, nommée d'après un terme occulte, parlerait du désir de Robinson de briser ses habitudes autodestructrices en tant qu'artiste indépendant.
Son premier EP, Cathexis, est annoncé le 11 août 2023 et sort le 13 octobre suivant. Parallèlement à cette annonce, Robinson sort deux singles, Careless et Last Summer (I Know What You Did). Dans une entrevue avec DIY Magazine, Robinson explique que cet EP, influencé par son amour pour le théâtre musical, se concentre sur sa personne « en tant que créatures et personnages… [cependant,] parfois les personnages sont un peu une armure. Quand je ne le suis pas dans un espace mental incroyable, ce sont des choses sur lesquelles je peux m'appuyer, mais ce sont toujours des facettes de moi. ».

### Concours Eurovision de la chanson (2024)
Le 11 janvier 2024, il est annoncé que Bambie Thug fait partie des six participants à l'Eurosong 2024, la présélection irlandaise pour le Concours Eurovision de la chanson 2024, organisée dans une édition spéciale du Late Late Show, avec sa chanson Doomsday Blue. Le 26 janvier, Bambie remporte la présélection, finissant à la première place du jury national ainsi que du vote du public. Denise O'Donoghue de l'Irish Examiner souligne la popularité de l'artiste sur les réseaux sociaux et dans le studio du Late Late Show, où le public a appelé les électeurs à « envoyer la sorcière [à l'Eurovision] ». Il s'agit de la première fois qu'une personne non-binaire représente l'Irlande à l'Eurovision.
Avant la demi-finale, l'Union européenne de radio-télévision (UER) contraint Bambie Thug à modifier un message pro-Palestine peint sur son corps en ogham, traduisible par « cessez-le-feu » et « liberté pour la Palestine », pour le remplacer par « couronnez la sorcière ». Selon un porte-parole de l'UER, le message « contrevient aux règles du concours qui sont conçues pour protéger le caractère non politique de l'événement ». Bambie Thug réussit à se qualifier pour la finale,, et termine 6ème lors de celle-ci.

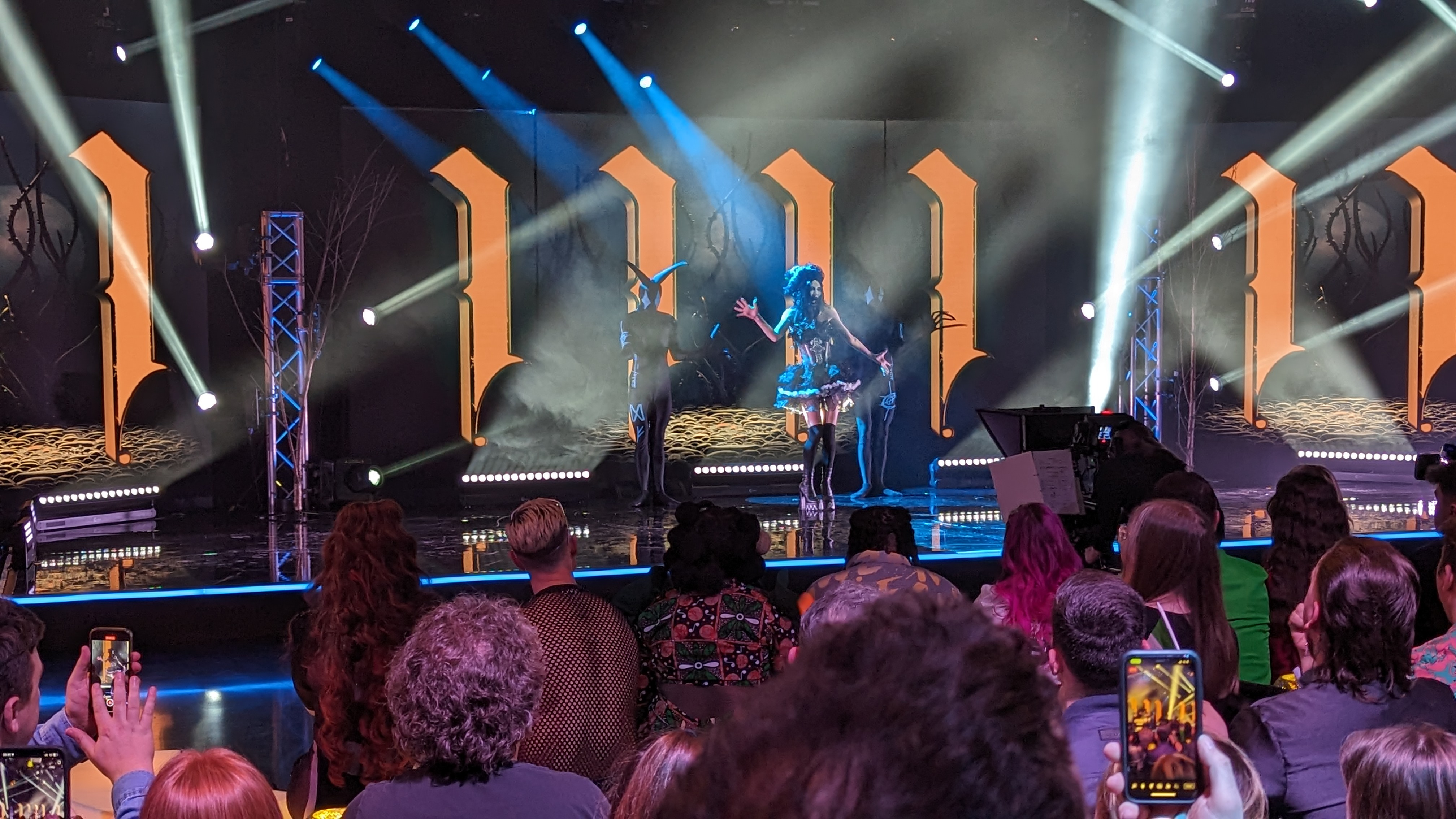
Robinson interprétant Doomsday Blue sur le plateau du The Late Late Show en 2024 après avoir remporté lEurosong 2024.

## Style musical
Bambie utilise le terme « ouija-pop » pour décrire sa musique et ajoute que « mon truc est hyperpunk avant dêtre électro-pop. Nous appelons cela du grain pop ou de la pourriture, mais récemment, j'ai inventé le terme 'ouija pop'. ». Bambie déclare avoir inventé le terme en raison d'une réticence à être « mis dans une case », combinant plutôt de nombreux genres, « n'ayant jamais rien en tête » en faisant de la musique.
Robinson met l'accent sur la tentative d'être un « bon modèle » avec la musique, affirmant que beaucoup au sein de l'industrie « glamourisent » la toxicomanie. Robinson déclare dans une interview accordée au Gay Times : « Nous devons afficher un comportement sain. C'est important si nous voulons percer afin que les jeunes enfants et les adolescents qui écoutent notre musique et nous admirent ne soient pas nourris de ce comportement négatif. ».
Dans des interviews, Robinson déclare que ses artistes préférés sont Dolly Parton, Britney Spears, Nina Simone, Paul Simon, Joni Mitchell et Led Zeppelin.

## Vie privée
Enfant, Robinson reçoit un diagnostic de TDAH. L'artiste réside actuellement dans l'Est de Londres. Pendant son temps libre, Robinson travaille parfois comme princesse de fête lors d'événements pour enfants handicapés.
Robinson est non binaire et utilise le they singulier et fae/faer (en) comme pronoms. Robinson fait part à de nombreuses reprises de ses expériences en tant que membre de la communauté LGBTQ+ dans l'industrie musicale. Dans une entrevue publiée dans Gay Times, Robinson déclare : « J'aime faire partie d'une scène queer cool et montante. Je n'ai pas eu cela en grandissant, donc il est important d'avoir des gens avec qui vous pouvez vous identifier et d'avoir une musique qui vous parle et permet tu as plus de liberté d'être toi-même – Le monde a besoin de plus de voix queer. ».
Robinson pratique la sorcellerie, en particulier la magie des sceaux et des manifestations.
Robinson exprime son soutien à l'exclusion d'Israël du Concours Eurovision de la chanson 2024 à la suite de la guerre entre Israël et le Hamas. Fondant son argument sur l'exclusion de la Russie du Concours Eurovision de la Chanson 2022, Robinson déclare dans l'Irish Examiner : « Lorsque les choses se passaient avec l'Ukraine, la Russie n'était pas autorisée à participer, donc je ne pense pas qu'il devrait y avoir une règle pour l'un et différente pour l'autre. ». Cependant, Robinson ajoute que la décision d'exclure Israël doit être laissée à l'Union européenne de radiodiffusion.

## Discographie

### EPs
- 2021 – Psilocyber[24]
- 2021 – High Romancy[25]
- 2023 – Cathexis[26]

### Singles
- 2021 – Birthday
- 2021 – PMP
- 2022 – Kawasaki (I Love It)
- 2022 – Headbang
- 2022 – Tsunami (11:11)
- 2022 – Merry Christmas Baby
- 2023 – Egregore
- 2023 – Careless
- 2023 – Last Summer (I Know What You Did) (avec Jinka)
- 2023 – Doomsday Blue
- 2024 – Fangtasy